# Nguyễn Phương Hằng
Nguyễn Thị Thanh Tuyền, thường được biết đến với tên gọi Nguyễn Phương Hằng (sinh ngày 26 tháng 1 năm 1971), là một nữ doanh nhân người Việt Nam. Bà là Tổng Giám đốc và Phó Chủ tịch Hội đồng quản trị của Công ty cổ phần Đại Nam.
Năm 2021, bà đã được nhiều người biết đến qua những buổi phát trực tiếp trên mạng xã hội đấu tố một số nghệ sĩ, người nổi tiếng và nhà báo.

## Tiểu sử
Nguyễn Phương Hằng, tên khai sinh là Nguyễn Thị Thanh Tuyền, sinh ngày 26 tháng 1 năm 1971 tại Long Xuyên, An Giang. Sang Canada định cư từ năm 16 tuổi, bà Hằng sau đó đã kết hôn với một người chồng Hoa kiều và có chung với ông một người con. Năm 23 tuổi, chồng bà qua đời và để lại cho bà cùng con của mình thừa kế tài sản trị giá 18 triệu USD.
Sau đó, bà đã thanh lý hết tài sản và đưa con về Việt Nam lập nghiệp, tham gia kinh doanh bất động sản, trồng cao su và mở siêu thị thời trang. Năm 2006, bà kết hôn cùng một doanh nhân tên là Trần Văn Thìn. Tuy có cùng với nhau một người con gái, nhưng hai người sau đó đã quyết định ly hôn vào năm 2007.
Ngày 8 tháng 6 năm 2010, Nguyễn Phương Hằng tái giá cùng doanh nhân bất động sản Huỳnh Uy Dũng. Năm 2020, ông Dũng chính thức rút lui khỏi thương trường, nhường hết quyền điều hành Công ty cổ phần Đại Nam cho bà Hằng.
Vào cuối năm 2018, Nguyễn Phương Hằng đã được Đại học Apollos, một đại học giáo dục từ xa ở Mỹ, trao bằng Giáo sư Thỉnh giảng Danh dự.

## Đời tư
Hiện chồng chính thức của bà là Huỳnh Uy Dũng. Khoảng năm 1996, Nguyễn Phương Hằng đã quen biết với Đỗ Đạt Giang, được cho là đệ tử của Năm Cam, cả hai đến sống chung với nhau từ năm 1997 tại một căn nhà ở quận Tân Bình, Thành phố Hồ Chí Minh. Căn nhà này sau đó được bà mua lại với giá 52 lượng vàng.
Đến năm 1998, người đàn ông này đã cưỡng ép bà viết giấy ghi tên ông đồng sở hữu với căn nhà và đuổi bà ra khỏi nhà. Trong một cuộc điều tra của Năm Cam về sau này, ông đã bị phạt tù 7 năm về tội "cưỡng đoạt tài sản". Bà cũng từng kết hôn với một người Canada gốc Hoa. Sau khi người chồng này qua đời, bà đã đi thêm bước nữa với ông Trần Văn Thìn. Bà có bốn người con cả trai lẫn gái, trong đó có một con trai với ông Huỳnh Uy Dũng là Huỳnh Hằng Hữu và một con gái với ông Trần Văn Thìn.

## Tranh chấp

### Tranh chấp với chồng cũ
Bà Nguyễn Phương Hằng cùng chồng cũ là ông Trần Văn Thìn trước đó đã từng cùng nhau thành lập "Công ty trách nhiệm hữu hạn Đông Nam Long" theo tỉ lệ 50/50, đặt trụ sở tại 490/58A Lê Quang Định, phường 11, quận Bình Thạnh, Thành phố Hồ Chí Minh để trồng cây cao su, sản xuất và kinh doanh giống cây cao su và các loại cây công nghiệp khác.
Vào cuối năm 2007, khi hai người quyết định ly hôn, công ty này đã giải thể để phân chia tài sản. Bà Nguyễn Phương Hằng được chia hơn 300 hecta đất trồng cao su theo giấy chứng nhận quyền sử dụng đất tương ứng. Tuy nhiên, diện tích vườn cao su này của bà Hằng sau đó bị ông Thìn giả mạo chữ ký, làm hồ sơ giả để chiếm đoạt. Sau khi phát hiện, bà Nguyễn Phương Hằng đã tố cáo ông Thìn đến công an tỉnh Bình Phước, đồng thời cũng lên án rằng chồng cũ chính là người đứng sau những tin đồn ác ý dồn vào bà và chồng mới Huỳnh Uy Dũng lúc mới tổ chức hôn lễ.
Vào ngày 31 tháng 5 năm 2012, Cơ quan An ninh điều tra – Bộ Công an đã khởi tố vụ việc cùng bị can là đối tượng Trần Văn Thìn về hành vi "giả mạo hồ sơ". Ngay tại nhà riêng của ông Thìn, cơ quan điều tra cũng đã phát hiện và tịch thu nhiều tài liệu có liên quan đến hành vi phạm tội của Trần Văn Thìn. Kết thúc vụ việc, bà sau đó đã đổi tên thành Nguyễn Phương Hằng và tuyên bố hiến tặng diện tích 300 hecta cao su trên với trị giá hơn 170 tỷ đồng cho bộ đội Trường Sa.

### Tố cáo Võ Hoàng Yên lừa đảo
Vào ngày 1 tháng 3 năm 2021, Nguyễn Phương Hằng đã cùng với chồng là ông Dũng lên tiếng tố cáo Võ Hoàng Yên lừa đảo chiếm đoạt của họ hơn 200 tỷ đồng thông qua các hoạt động cứu trợ người dân miền Trung trong đợt lũ lụt năm 2020, trong đó nổi bật là việc xây lên một cơ sở thờ tự tại tỉnh Bình Thuận và một số vụ việc liên quan khác. Dù sau đó ông Yên xin được gửi trả lại số tiền trên nhưng vợ chồng ông Dũng vẫn từ chối và nói rằng sẽ "tố cáo, vạch trần bộ mặt thật" của Võ Hoàng Yên vì cho rằng ông đã có hành vi khám chữa bệnh "phản khoa học", "không có cơ sở chuẩn đoán" và "có dấu hiệu gian dối, chiếm đoạt tài sản bệnh nhân."
Trong video đăng tải ngày 4 tháng 3 năm 2021, bà Hằng cho rằng ông Võ Hoàng Yên hoạt động chữa bệnh tại tỉnh Bình Thuận là do có sự bao che của cơ quan chức năng. Vì phát ngôn này nên vào ngày 16 tháng 4, bà Hằng đã bị Sở Thông tin & Truyền thông Thành phố Hồ Chí Minh xử phạt 7,5 triệu đồng vì cung cấp thông tin sai sự thật, xúc phạm danh dự Ủy ban Nhân dân tỉnh Bình Thuận.
Ngày 15 tháng 1 năm 2022, Cơ quan Cảnh sát điều tra Công an Thành phố Hồ Chí Minh quyết định không khởi tố vụ việc do không có dấu hiệu phạm tội.

### Giới nghệ sĩ và những cá nhân khác
Cuối tháng 4 năm 2021, Nguyễn Phương Hằng trong buổi phát trực tiếp của mình đã lên tiếng chỉ trích nghệ sĩ Hoài Linh – người được biết là từng được Võ Hoàng Yên chữa bệnh, vì không lên tiếng tố cáo hành vi lừa đảo của người này như bà. Ngày 28 tháng 4, bà Hằng đưa ra những bằng chứng chưa xác thực cáo buộc hai người trên có thân tình, cho rằng Hoài Linh không tố cáo Võ Hoàng Yên là vì họ có "dây mơ rễ má" với nhau, đồng thời cáo buộc Hoài Linh có khuynh hướng "mê tín dị đoan" và muốn học nghề chữa bệnh của ông Yên.
Trước những cáo buộc trên, Hoài Linh giữ im lặng và không đưa ra bất cứ lời giải thích nào. Sau đó vào ngày 22 tháng 5, bà Hằng tố Hoài Linh giữ số tiền quyên góp 13,4 tỷ đồng cho đồng bào miền Trung bị lũ lụt vào hồi cuối năm 2020 làm của riêng. Đến ngày 25 tháng 5 năm 2021, bà Hằng tiếp tục phát trực tiếp với nội dung chính xoay quanh việc Hoài Linh chưa thực hiện công tác từ thiện dù đã nhận quyên góp hơn 13 tỉ đồng và đưa ra nhiều lời tố cáo chưa được kiểm chứng về lối sống, đời tư của người nghệ sĩ này.
Buổi phát trực tiếp này trên trang Facebook cá nhân của bà Hằng có thời điểm đã ghi nhận hơn 225.000 người xem cùng lúc. Hai trang phát trực tiếp trên kênh YouTube "Trường đua Đại Nam" và trang Facebook của Công ty Đại Nam cũng lần lượt đạt được hơn 163.000 và 80.000 người xem cùng lúc, được cho là đã xác lập kỷ lục luồng truyền phát trực tuyến được xem cùng lúc nhiều nhất trên Facebook tại Việt Nam với thời điểm có gần 500.000 người xem cùng lúc. Hoài Linh sau đó biện hộ rằng ông đã có ý định trao cho người dân trước dịp Tết Nguyên đán Tân Sửu, nhưng vì dịch COVID-19 bùng phát nên đành phải hoãn lại. Tuy nhiên, lời giải thích này của Hoài Linh sau đó gặp phải phản ứng trái chiều từ dư luận và người hâm mộ với lý do đã có những thời điểm bệnh dịch được khống chế hoàn toàn. Ngày 31 tháng 5 năm 2021, giữa ồn ào liên quan đến việc "ngâm" tiền từ thiện, đại diện Hoài Linh đã trao cho tỉnh Quảng Trị 2,4 tỉ đồng.
Bên cạnh Hoài Linh, Nguyễn Phương Hằng cũng công khai chỉ trích đích danh nghệ sĩ Hồng Vân vì một tài khoản Facebook được cho là của người này đã có những bình luận thiếu khách quan về bà. Bà Hằng sau đó đã công khai một đoạn ghi âm ngắn được cho là của Hồng Vân với những từ ngữ thiếu tôn trọng khán giả. Sau nhiều ngày giữ im lặng, Hồng Vân đã lên tiếng phủ nhận, khẳng định những cáo buộc của bà Hằng là thiếu chính xác.
Sau khi bị ca sĩ Vy Oanh chia sẻ cảm nghĩ với nội dung bóng gió đả kích, Nguyễn Phương Hằng sau đó đã live stream công bố nhiều góc khuất trong quá khứ của ca sĩ này như từng "làm bé, đẻ thuê, cướp chồng". Vy Oanh đáp trả lại gay gắt và lên tiếng phủ nhận những cáo buộc của bà Hằng, đòi bằng chứng cho đến trước ngày 29 tháng 5. Vào ngày 21 tháng 6 năm 2021, Vy Oanh cho biết cô đã gửi đơn tố cáo Nguyễn Phương Hằng lên Công an Thành phố Hồ Chí Minh vì cho rằng bà sử dụng những ngôn từ phản cảm xúc phạm đến cá nhân cô cũng như gia đình và các con.
Vào tối ngày 24 tháng 8 năm 2021, Nguyễn Phương Hằng đã live stream lên tiếng tố Đàm Vĩnh Hưng vì "ngâm" tiền từ thiện của người đóng góp, đồng thời cho biết đang giữ khoảng "2kg" giấy tờ sao kê từ tài khoản ngân hàng của anh và tiết lộ số tiền từ thiện thực sự mà nam ca sĩ nhận được lên đến hơn 96 tỉ đồng, hoàn toàn khác so với số tiền trước đó công bố nhận được. Bà cũng cảnh báo trong vòng một tuần nếu Đàm Vĩnh Hưng không công khai bản sao kê tổng số tiền từ thiện anh nhận được thì sẽ tung bằng chứng và nhờ đến pháp luật can thiệp. Sau đó một ngày, Đàm Vĩnh Hưng đã chính thức lên tiếng về vấn đề này nhằm trấn an dư luận. Đến ngày 1 tháng 9 cùng năm, Đàm Vĩnh Hưng gửi đơn lên cơ quan Cảnh sát điều tra Công an Thành phố Hồ Chí Minh tố cáo bà Hằng về hành vi vu khống, làm nhục người khác, đưa hoặc sử dụng trái phép thông tin mạng máy tính, mạng viễn thông.
Không dừng lại ở giới nghệ sĩ, nhà báo Đặng Thị Hàn Ni của báo Sài Gòn Giải Phóng và nhiều cá nhân khác cũng nộp đơn tố cáo bà Nguyễn Phương Hằng. Ngày 26 tháng 10 năm 2021, ông Nguyễn Đức Hiển, phó tổng biên tập báo Pháp Luật Thành phố Hồ Chí Minh đã gửi đơn tố giác bà Hằng lên Cơ quan Cảnh sát điều tra Công an tỉnh Bình Dương về hành vi lợi dụng quyền tự do ngôn luận để vu khống, làm nhục ông cũng như cơ quan mà ông đang làm việc. Đáp trả lại việc này, bà Hằng đã khởi kiện lại ông Hiển tại Tòa án nhân dân Thành phố Thủ Dầu Một, yêu cầu ông lên tiếng xin lỗi và rút bài viết của mình trên trang báo điện tử VOV. Tuy nhiên đến ngày 31 tháng 5 năm 2022, tòa án đã đình chỉ giải quyết vụ việc do luật sư đại diện của bà Nguyễn Phương Hằng vắng mặt 2 lần không lý do. Luật sư đại diện của bà đã kháng cáo quyết định đình chỉ này. Tuy nhiên, ngày 27 tháng 10, Tòa án nhân dân tỉnh Bình Dương đã bác kháng cáo và tiếp tục đình chỉ vụ kiện.
Vào ngày 1 tháng 6 năm 2021, bà Lê Thị Giàu (Chủ tịch Hội đồng quản trị Công ty cổ phần Thực phẩm Bình Tây) đã khởi kiện bà Nguyễn Phương Hằng đòi bồi thường 1.000 tỷ đồng vì bị cáo buộc lừa đảo, có thương hiệu giả và nhắn tin xúc phạm, ảnh hưởng nghiêm trọng đến danh dự, uy tín của bà Giàu.
Ngày 13 tháng 10 năm 2021, bà Hằng tiếp tục loạt live stream "Giải ăn chặn mở rộng", trong đó cho biết đã phối hợp với công an điều tra nhằm xác minh các cá nhân có liên quan đến vụ việc từ thiện và nêu tên nhiều nghệ sĩ, ca sĩ làm từ thiện trong giai đoạn tháng 10, 11 năm 2020 tại miền Trung nhưng chưa sao kê, và các cá nhân tổ chức tiếp tay cho những nghệ sĩ trên.
Ngày 28 tháng 12 năm 2021, Bộ Công an đã thông tin về việc rà soát những tố cáo của bà Hằng, cộng đồng mạng, và đơn tố giác liên quan đến hoạt động quyên góp từ thiện. Thiếu tướng Hồ Sỹ Niêm cho biết cảnh sát xác định lượng tiền vào tài khoản của các nghệ sỹ còn ít hơn cả số tiền đã được trao cho đồng bào miền Trung.
Tháng 1 năm 2022, Bộ Công an công bố các nghệ sĩ mà bà từng tố cáo chiếm đoạt từ thiện như ca sĩ Thủy Tiên, Đàm Vĩnh Hưng, diễn viên hài Trấn Thành, Hoài Linh không có dấu hiệu phạm tội, và không khởi tố vụ án hình sự đối với các nghệ sĩ trên.
Ngày 22 tháng 3 năm 2022, bà Nguyễn Phương Hằng tiếp tục livestream chỉ trích ông Phan Văn Mãi – Chủ tịch UBND Thành phố Hồ Chí Minh. Tối ngày 24 tháng 3 cùng năm, Công an Thành phố Hồ Chí Minh đã khởi tố và bắt tạm giam bà.

## Vụ án hình sự

### Năm 2022
Ngày 16 tháng 2 năm 2022, Cơ quan Cảnh sát điều tra Công an Thành phố Hồ Chí Minh ra quyết định tạm hoãn xuất cảnh đối với bà Nguyễn Phương Hằng. Đến ngày 24 tháng 3 cùng năm, Công an Thành phố Hồ Chí Minh đã khởi tố, bắt tạm giam bà trong 3 tháng về tội Lợi dụng các quyền tự do dân chủ xâm phạm lợi ích của Nhà nước, quyền và lợi ích hợp pháp của tổ chức, cá nhân theo Điều 331 Bộ luật Hình sự năm 2015. Công an cùng Viện kiểm sát nhân dân Thành phố Hồ Chí Minh đã đến khám xét nhà bà Hằng tại quận 3 sau đó vài giờ. Bà được đưa về tạm giam tại Trại tạm giam T30, huyện Củ Chi, Thành phố Hồ Chí Minh. Vào ngày 17 tháng 4, Công an Thành phố Hồ Chí Minh đã xác nhận bà Nguyễn Phương Hằng còn có thêm quốc tịch Cộng hòa Síp. Ngày 22 tháng 4, Công an tỉnh Bình Dương cũng khởi tố vụ việc đối với bà Nguyễn Phương Hằng cùng về tội danh trên. Qua điều tra xác minh, công an tỉnh Bình Dương đã thu thập 53 buổi live stream của bà có dấu hiệu phạm tội. Ngày 22 tháng 6, Viện kiểm sát nhân dân Thành phố Hồ Chí Minh đã quyết định gia hạn tạm giam bà Nguyễn Phương Hằng thêm 2 tháng.
Ngày 18 tháng 8, Cơ quan Cảnh sát điều tra Công an Thành phố Hồ Chí Minh ban hành kết luận điều tra và đề nghị truy tố bà Nguyễn Phương Hằng. Theo kết luận điều tra, bà Nguyễn Phương Hằng đã tổ chức nhiều buổi phát trực tiếp với nội dung thông tin không kiểm chứng, sử dụng những ngôn từ mang tính chất nhục mạ, xúc phạm danh dự, nhân phẩm của nhiều người. Ngày 19 tháng 8, Viện kiểm sát nhân dân Thành phố Hồ Chí Minh tiếp tục gia hạn tạm giam bà thêm 20 ngày.
Ngày 6 tháng 9, Công an tỉnh Bình Dương đã chuyển toàn bộ hồ sơ vụ án đến Viện kiểm sát nhân dân tỉnh Bình Dương đề nghị truy tố bà Nguyễn Phương Hằng. Cùng ngày, Viện kiểm sát nhân dân Thành phố Hồ Chí Minh trả hồ sơ vụ án để công an Thành phố Hồ Chí Minh điều tra bổ sung. Theo đó, bà Nguyễn Phương Hằng bị đề nghị gia hạn tạm giam thêm 1 tháng 27 ngày.
Ngày 1 tháng 11, Công an tỉnh Bình Dương đã chuyển hồ sơ vụ việc để sáp nhập với hồ sơ vụ án tại thành phố Hồ Chí Minh. Ngày 3 tháng 11, Cơ quan Cảnh sát điều tra Công an Thành phố Hồ Chí Minh tiếp tục ban hành kết luận điều tra và đề nghị truy tố bà Nguyễn Phương Hằng. Theo kết luận điều tra, bà Nguyễn Phương Hằng đã sử dụng nhiều tài khoản trên YouTube, Facebook và TikTok để livestream xúc phạm nhiều người, video nhiều nhất có gần 1 triệu lượt xem.
Trước đó, ngày 14 tháng 10, Nguyễn Phương Hằng cùng gia đình có đơn gửi Công an Thành phố Hồ Chí Minh, Viện KSND Thành phố Hồ Chí Minh đề nghị xin được tại ngoại; đến ngày 24 tháng 10, con trai của bà cũng xin đặt 10 tỉ để bảo lãnh cho bà được tại ngoại. Tuy nhiên, ngày 10 tháng 11, Viện kiểm sát nhân dân Thành phố Hồ Chí Minh không chấp nhận đơn mà tiếp tục đề nghị tạm giam bà Nguyễn Phương Hằng. Ngày 29 tháng 11 năm 2022, Cơ quan CSĐT Công an TP.HCM tiếp tục ra lệnh tạm giam bà Nguyễn Phương Hằng thêm 2 tháng để điều tra bổ sung theo yêu cầu của Viện KSND TP.HCM. Qua điều tra bổ sung, Công an Thành phố Hồ Chí Minh đã khởi tố 3 cá nhân là các trợ lý, thư ký đã có hành vi giúp sức cho bà thực hiện hành vi phạm tội.

### Năm 2023
Ngày 30 tháng 1 năm 2023, Công an Thành phố Hồ Chí Minh tiếp tục ban hành kết luận điều tra và đề nghị truy tố bà Nguyễn Phương Hằng cùng các đồng phạm. Theo kết luận điều tra, bị can Nguyễn Phương Hằng có vai trò chủ mưu, cầm đầu toàn bộ vụ án, có sự giúp sức của 3 đồng phạm. Tuy nhiên, ngày 2 tháng 2, Viện Kiểm sát nhân dân Thành phố Hồ Chí Minh trả hồ sơ vụ án để công an Thành phố Hồ Chí Minh tiếp tục điều tra bổ sung.
Ngày 24 tháng 2, Cơ quan CSĐT Công an TPHCM đã khởi tố bị can, bắt tạm giam đối với nhà báo Đặng Thị Hàn Ni và tiến sĩ luật Đặng Anh Quân để điều tra về tội Lợi dụng các quyền tự do dân chủ xâm phạm lợi ích của Nhà nước, quyền, lợi ích hợp pháp của tổ chức, cá nhân, theo Điều 331 Bộ luật hình sự 2015 do liên quan tới vụ bà Nguyễn Phương Hằng. Hành vi của Đặng Anh Quân là giúp sức tích cực cho Nguyễn Phương Hằng thực hiện hành vi phạm tội liên tục, nhiều lần trong thời gian dài, gây bức xúc trong dư luận xã hội, làm phức tạp tình hình trên không gian mạng, gây ảnh hưởng xấu đến tình hình trật tự an toàn xã hội. Đến ngày 25 tháng 2, Công an TP.HCM tiếp tục khởi tố bị can, ra lệnh bắt tạm giam luật sư Trần Văn Sỹ (cựu chủ nhiệm Đoàn Luật sư Vĩnh Long) về cùng tội danh sau khi cơ quan điều tra nhận được đơn tố cáo của bà Hằng. Ông Huỳnh Uy Dũng và bà Nguyễn Phương Hằng tố cáo bà Đặng Thị Hàn Ni và ông Trần Văn Sỹ đã đăng tải các đoạn ghi hình với nội dung xúc phạm danh dự, nhân phẩm của ông Huỳnh Uy Dũng, bà Nguyễn Phương Hằng, xâm phạm lợi ích hợp pháp của Công ty CP Đại Nam và Quỹ từ thiện Hằng Hữu.
Ngày 6 tháng 4, Cơ quan CSĐT Công an TP.HCM đã hoàn tất kết luận điều tra, chuyển hồ sơ sang Viện KSND cùng cấp đề nghị truy tố bà Nguyễn Phương Hằng và 4 đồng phạm, Theo kết luận điều tra, bà Hằng với sự giúp sức của 4 đồng phạm đã thông qua các tài khoản mạng xã hội YouTube và TikTok tổ chức các buổi livestream để xâm phạm bí mật đời tư, ảnh hưởng uy tín, danh dự của nghệ sĩ Hoài Linh, ca sĩ Đàm Vĩnh Hưng, ca sĩ Vy Oanh, nhà báo Hàn Ni, nhà báo Nguyễn Đức Hiển, bà Đinh Thị Lan, ca sĩ Thủy Tiên cùng chồng là cựu cầu thủ Lê Công Vinh. Ngày 26 tháng 4, Viện kiểm sát nhân dân TP.HCM đã gia hạn tạm giam bà Phương Hằng thêm 10 ngày. Cùng ngày, Viện kiểm sát nhân dân TP.HCM  hoàn tất cáo trạng truy tố, đề nghị xét xử đối với bà Nguyễn Phương Hằng và 4 đồng phạm. Ngày 5 tháng 5, sau khi tiếp nhận hồ sơ từ VKSND TP.HCM, TAND cùng cấp đã ra quyết định tạm giam thêm 60 ngày đối với bà Nguyễn Phương Hằng để chuẩn bị cho việc xét xử. Ngày 1 tháng 6, TAND trả hồ sơ vụ án để điều tra bổ sung, làm rõ nhiều vấn đề. Ngày 26 tháng 7, Cơ quan CSĐT Công an TP.HCM đã hoàn tất kết luận điều tra, chuyển hồ sơ sang Viện KSND cùng cấp đề nghị truy tố bà Nguyễn Phương Hằng và các đồng phạm.
Ngày 21 tháng 9, phiên xét xử sơ thẩm bà Nguyễn Phương Hằng và đồng phạm về tội "Lợi dụng các quyền tự do dân chủ xâm phạm lợi ích của Nhà nước, quyền, lợi ích hợp pháp của tổ chức, cá nhân" đã diễn ra. Tại phiên tòa, bà Hằng đã thành khẩn khai báo. Ban đầu, bà từ chối yêu cầu xin lỗi công khai từ phía các ca sĩ Đàm Vĩnh Hưng và Thủy Tiên vì cho rằng "18 tháng qua là một cái giá phải trả quá đắt" và bà "đã quá đau đớn". Tuy nhiên tới cuối phiên tòa, bà đã khóc và "xin lỗi tất cả những người bà đã động chạm dù vô tình hay cố ý." Sau cùng, HĐXX sơ thẩm tuyên phạt bà Hằng 3 năm tù, ông Đặng Anh Quân 2 năm 6 tháng tù. Còn 3 người trợ lý là  Nguyễn Thị Mai Nhi, Lê Thị Thu Hà và Huỳnh Công Tân mỗi người lĩnh 1 năm 6 tháng tù. Ngoài ra, cả 5 bị cáo còn bị buộc liên đới bồi thường cho bà Đinh Thị Lan và nhà báo Đặng Thị Hàn Ni mỗi người 18 triệu đồng. Do ca sĩ Đàm Vĩnh Hưng, Vy Oanh cùng vợ chồng Công Vinh – Thủy Tiên bỏ yêu cầu bồi thường, HĐXX không xem xét. Ngoài việc tuyên án bà Nguyễn Phương Hằng cùng đồng phạm, HĐXX kiến nghị cơ quan CSĐT tiếp tục điều tra, xử lý đối với ông Dũng "lò vôi" do nhận được nhiều đơn kiến nghị, trong đó có đơn của con trai bà Hằng, mặc dù trước đó trong kết luận điều tra bổ sung có nêu rằng không đủ căn cứ xử lý hình sự ông Dũng.
Ngày 3 tháng 10, bà Đinh Thị Lan và các bị cáo Lê Thị Thu Hà, Nguyễn Thị Mai Nhi, Huỳnh Công Tân và Đặng Anh Quân đã có đơn kháng cáo bản án sơ thẩm. Trong đó, bà Đinh Thị Lan đề nghị xem xét lại tư cách tố tụng của bản thân, còn 4 bị cáo thì xin giảm nhẹ hình phạt

### Năm 2024
Ngày 1 tháng 3 năm 2024, TAND Thành phố Hồ Chí Minh xét xử sơ thẩm bà Đặng Thị Hàn Ni và ông Trần Văn Sĩ về tội  "Lợi dụng các quyền tự do dân chủ xâm phạm lợi ích của Nhà nước, quyền, lợi ích hợp pháp của tổ chức, cá nhân". Bà Nguyễn Phương Hằng và ông Huỳnh Uy Dũng xin vắng mặt tại phiên xét xử. 2 bị cáo đã đăng tải các video clip ghi hình chia sẻ thông tin thuộc bí mật cá nhân, bí mật gia đình và đời sống riêng tư của ông Huỳnh Uy Dũng và bà Nguyễn Phương Hằng trái quy định pháp luật, vi phạm điểm d khoảng 1 Điều 17 Luật An Ninh Mạng, gây ảnh hưởng đến Công ty Cổ phần Đại Nam và Quỹ từ thiện Hằng Hữu. Chiều cùng ngày, HĐXX tuyên phạt bà Đặng Thị Hàn Ni 1 năm 6 tháng tù, ông Trần Văn Sĩ 2 năm tù. Ngày 18 tháng 3, TAND đã tiếp nhận đơn kháng cáo của ông Trần Văn Sĩ xin giảm nhẹ hình phạt.
Ngày 11 tháng 3 năm 2024, TAND cấp cao tại Thành phố Hồ Chí Minh đã mở phiên xét xử phúc thẩm vụ án "Lợi dụng các quyền tự do dân chủ xâm phạm lợi ích của Nhà nước, quyền, lợi ích hợp pháp của tổ chức, cá nhân" do bà Nguyễn Phương Hằng và đồng phạm thực hiện sau khi xem xét kháng cáo của bà Đặng Thị Hàn Ni, bà Đinh Thị Lan và các bị cáo là đồng phạm. Tuy nhiên, do các bị cáo và luật sư bào chữa đều không có mặt nên phiên tòa bị hoãn. Đến ngày 4 tháng 4, phiên tòa đã được mở lại, bà Nguyễn Phương Hằng cũng được triệu tập đến tòa dù đang chấp hành bản án mà không kháng cáo. Tranh luận tại tòa, đại diện Viện kiểm sát cho biết, các bị cáo đã phạm tội nhiều lần và có tổ chức nên không được hưởng án treo; đại diện viện kiểm sát cũng khẳng định vụ án không có bị hại cụ thể do các bị cáo chỉ vi phạm vào khoản 2 Điều 331 Bộ luật hình sự. Tại tòa, bà Nguyễn Phương Hằng đã chia sẻ: "Sau 2 năm, hôm nay là ngày bị cáo hạnh phúc nhất, bị cáo đứng trước tòa mà không kháng cáo. Hãy cho bị cáo được nói lên lòng mình mà ở phiên sơ thẩm không được nói. Bị cáo có tội nhưng cũng có công. Khi bị cáo ra tòa, các luật sư, tòa án chỉ xoay quanh tội mà không xem xét đến công của bị cáo". Nhận thấy các bị cáo đã có thêm nhiều tình tiết giảm nhẹ mới, HĐXX đã tuyên giảm nhẹ hình phạt cho các bị cáo, theo đó bà Nguyễn Phương Hằng lãnh 2 năm 9 tháng tù (được giảm 3 tháng), ông Đặng Anh Quân lãnh 2 năm tù (được giảm 6 tháng), còn 3 người trợ lý là Nguyễn Thị Mai Nhi, Lê Thị Thu Hà và Huỳnh Công Tân mỗi người lãnh 1 năm tù (mỗi người được giảm 6 tháng).
Ngày 17 tháng 9 năm 2024, TAND cấp cao tại Thành phố Hồ Chí Minh đã mở phiên xét xử phúc thẩm đối với ông Trần Văn Sĩ sau khi xem xét kháng cáo của ông. Tại tòa, HĐXX đã bác kháng cáo và tuyên y án 2 năm tù đối với ông.
Trước dịp lễ 2 tháng 9 năm 2024, bà Nguyễn Phương Hằng được trại giam An Phước (tỉnh Bình Dương) đề nghị giảm án. Đến ngày 19 tháng 9 năm 2024, sau khi hoàn tất các thủ tục, bà Nguyễn Phương Hằng được giảm án, ra tù trước thời hạn nhờ chấp hành tốt nội quy. Bà cũng được trở lại điều hành tại khu du lịch Đại Nam.

## Hoạt động từ thiện
Ngoài hoạt động kinh doanh, vợ chồng ông Huỳnh Uy Dũng và bà Nguyễn Phương Hằng cũng dành nhiều sự quan tâm đến các hoạt động xã hội, tài trợ cho các tổ chức từ thiện, giáo dục và y tế, cũng như người dân vùng bị thiên tai. Kể từ năm 2015, hai vợ chồng đã đồng sáng lập Quỹ thiện nguyện Hằng Hữu và sử dụng 100% lợi nhuận của Công ty cổ phần Đại Nam trong khoảng thời gian từ 2014 đến 2030 để phục vụ cho công tác từ thiện xã hội. Quỹ đã liên kết với một số bệnh viện lớn như Bệnh viện Nhi đồng 1, Bệnh viện Chợ Rẫy, Bệnh viện Đa khoa Đà Nẵng thông qua chương trình "Trái tim Hằng Hữu" để tài trợ trang thiết bị và kinh phí mổ tim cho hơn 500 trẻ em nghèo mắc bệnh tim bẩm sinh và não úng thủy trên khắp cả nước mỗi năm. Tuy nhiên, vào ngày 23 tháng 6 năm 2021, quỹ đã đồng loạt gửi công văn đến ba bệnh viện trên về việc tạm ngừng tài trợ các chương trình thiện nguyện từ tháng 10 năm 2021 trước những diễn biến phức tạp của dịch COVID-19 khiến Công ty cổ phần Đại Nam phải tạm dừng tất cả các hoạt động kinh doanh dịch vụ của mình.
Kể từ năm 2017, bà Hằng và chồng đã tham gia đóng góp, ủng hộ hàng tỷ đồng cho "Quỹ doanh nhân với An ninh trật tự tỉnh Đồng Nai" nhằm giúp đỡ những người đã chấp hành xong án tù và những người đã được giáo dưỡng, trở lại hoà nhập với cộng đồng. Ngày 4 tháng 3 năm 2019, hai vợ chồng cũng đã dành tặng 200 tỷ đồng để ủng hộ cho người dân nghèo tại quê nhà Bình Định của ông Dũng.
Ngày 24 tháng 9 năm 2024, bà Nguyễn Phương Hằng đã ký thư kêu gọi ủng hộ đồng bào miền bắc bị thiệt hại do bão và lũ lụt với vai trò là Tổng giám đốc Khu du lịch Đại Nam.
Tối 29 tháng 9 năm 2024, bà Nguyễn Phương Hằng cùng gia đình đã tổ chức buổi livestream giao lưu với quan khách tại khu du lịch Đại Nam. Tại buổi giao lưu, bà ủng hộ 10 tỷ đồng để giúp đỡ đồng bào bị ảnh hưởng bão và lũ lụt.
Ngày 2 tháng 10 năm 2024, bà Nguyễn Phương Hằng ủng hộ thêm 10 tỷ đồng để giúp đỡ đồng bào miền Trung, đồng thời thông báo ngừng tiếp nhận ủng hộ đồng bào miền bắc và ngừng tổ chức livestream.